# Tošihiro Hattori
Tošihiro Hattori (* 23. září 1973) je bývalý japonský fotbalista.

## Reprezentační kariéra
Tošihiro Hattori odehrál 44 reprezentačních utkání. S japonskou reprezentací se zúčastnil Mistrovství světa 1998, 2002.

## Statistiky
| Japonsko | Japonsko | Japonsko |
| Roky     | Záp.     | Góly     |
| -------- | -------- | -------- |
| 1996     | 1        | 0        |
| 1997     | 1        | 0        |
| 1998     | 5        | 0        |
| 1999     | 5        | 0        |
| 2000     | 12       | 1        |
| 2001     | 11       | 1        |
| 2002     | 5        | 0        |
| 2003     | 4        | 0        |
| Celkem   | 44       | 2        |